# Fondation internet nouvelle génération
Pour les articles homonymes, voir Fing.
La Fondation internet nouvelle génération (Fing) est une association loi de 1901 créée en 2000 par Daniel Kaplan, Jacques-François Marchandise et Jean-Michel Cornu. 
Sa mission s'articule autour de quatre grandes catégories d'objectifs :
- mobiliser autour des technologies à venir ;
- prendre part dans les nouveaux débats éthiques et sociétaux ;
- favoriser l'émergence d'idées et de projets innovants ;
- encourager l'appropriation de l'innovation et les partenariats.

Le 27 avril 2022, la Fing annonce sa dissolution. Une partie de ses activités est reprise par OpenDataFrance.

## «Programmes d'action innovante»
Les programmes d'action innovante explorent les liens qui se nouent entre technologie et société à travers une thématique choisie, à fort potentiel d'innovation. Organisés sur 18 à 24 mois, ils visent à rassembler entreprises, acteurs publics, tiers secteur, chercheurs, créatifs, pour « découvrir de nouveaux continents d'innovation ». Un programme d'action produit une veille et une prospective des usages numériques dans le domaine qu'il concerne. Il organise des ateliers, des rencontres et des manifestations. Il détecte et soutient des projets innovants en France ou ailleurs. Il suscite des expérimentations innovantes sur le terrain. Il publie enfin des pistes d'action et d'innovation, à destination de ceux qui pourraient vouloir s'en saisir. Tous les travaux sont librement disponibles en ligne. En 2008, trois « programmes d'action » étaient en cours : « Villes 2.0 », « Identités actives » et « Plus longue la vie ». « La 27e région », programme initié par l'Association des Régions de France, est incubé à la fondation internet nouvelle génération depuis mars 2008.

### Villes 2.0
Le programme Villes 2.0 s'intéresse à la mobilité et aux usages des TIC dans la ville. Il vise à revisiter les milieux urbains à la lumière des phénomènes dits « 2.0 », du point de vue de l'usager, des acteurs urbains et des fournisseurs d'infrastructures physiques et numériques. Il rassemble architectes, transporteurs, acteurs publics, innovateurs, artistes, chercheurs et étudiants qui, ensemble, anticipent l'impact des nouvelles technologies sur l'environnement urbain et, à l'inverse, la manière dont la ville elle-même transforme les technologies et leurs usages. Les thèmes de travail principaux sont : « La ville comme plate-forme d'innovation ouverte », « La ville complexe et familière », « Une mobilité plus libre et plus durable » et « Le 5e écran ».

### Identités actives
Le programme « Identités actives » explore la manière dont les individus et les organisations construisent, cultivent et jonglent avec leur identité numérique. La conception et la construction des identités est en effet largement bouleversée par les réseaux et l'internet ; ces phénomènes ouvrent de nouvelles perspectives autant qu'elle pose de nouvelles questions. Le programme a pour vocation de comprendre et faire connaître ces nouveaux horizons. Parmi les principaux thèmes de réflexion : « L'avatar au quotidien », « Le CV en 2020 », « La maîtrise », « Le nouveau paysage des données personnelles » et « La construction de soi ».

### Plus longue la vie
Le programme « Plus longue la vie » a pour objet de mieux comprendre l'apport des technologies numériques à une société où la durée de vie s'allonge fortement, et où les relations se nouent entre des générations d'âges et de préoccupations très divers. Il s'intéresse moins aux questions de santé, maintien à domicile et aux seniors qu'à des thèmes plus transversaux : le lien intergénérationnel, la mémoire, les nouvelles cohabitations dans les territoires, le partage de connaissances ou encore l'habitat.

### 27erégion
Créé en 2007 à l'initiative de l'Association des Régions de France à l'occasion de la sortie de l'ouvrage « le défi numérique des territoires - réinventer l'action publique », la 27e Région est le premier laboratoire de l'innovation publique chargé d'accompagner les Régions de France pour préparer l'avenir et faire évoluer leurs méthodes d'action. Incubée à la Fing, la 27e Région est également soutenue par la Caisse des Dépôts. Son travail consiste à produire des expérimentations et imaginer de nouvelles approches dans tous les champs de compétences des Régions, sous la forme de défis : inventer le lycée de demain, repenser l'aménagement du territoire, etc.

## Veille et prospective

### Internet actu
Internet Actu est le site de veille de la Fing. 
Depuis son origine, la Fing édite une lettre d'information hebdomadaire, La lettre de la Fing. En 2003, la lettre devient également un blog indépendant — dont les contenus sont publiés en licence creative commons — et prend le nom d'Internet Actu, à la suite d'un partenariat avec l'INIST qui en détenait le nom. Cette publication n'était plus exploitée depuis plusieurs mois. 
À l'origine, Internet Actu est une lettre d'information électronique éditée par FTPress et née en septembre 1999, elle-même issue de LMB Actu, version électronique du Micro Bulletin du CNRS. Le titre Internet Actu, racheté par l'INIST, est, depuis le retrait de l'INIST en 2006, exploité par la Fing qui a mis en place une équipe de partenaires pour soutenir le titre, édité gratuitement et sans publicité. À partir de 2008, le titre noue des partenariats avec plusieurs journaux dont Le Monde, La Tribune, Rue89 ou encore Les Échos.
Le site est une synthèse de veille, d'opinions et de tribunes sur les enjeux, les usages, les recherches, les débats qui agitent l'internet et les nouvelles technologies.

### Prospectic
Prospectic couvre le champ des sciences et technologies qui évoluent rapidement et qui, par leurs croisements, devraient avoir un impact fort sur notre société. Il s’appuie sur une cinquantaine de chercheurs et de spécialistes de haut niveau dans les différents domaines.
Les domaines couverts sont les nanosciences et nanotechnologies ; biologie et biotechnologies ; informatique et réseaux ; énergie ; neurosciences et sciences cognitives ; sciences de la complexité.
Le projet Prospectic se traduit par :
- un ouvrage qui présente une synthèse sur les perspectives technologiques à 5-10 ans à l'intention des décideurs, des médias et des relais d'opinion ;
- un blog qui contient de nombreux textes supplémentaires ;
- une manifestation annuelle (à partir de 2009) ;
- d'une île virtuelle dans la FrancoGrid pour y organiser des visites guidées et des échanges.

## Détection de projets innovants

### Carrefours des Possibles
Le Carrefour des Possibles est une activité de la Fing, organisée en réseau international, qui a pour but la détection, l'accompagnement et la mise en valeur des porteurs de projets témoignant d'usages innovants des technologies de l'information et de la communication (TIC). 
L'activité s'organise autour de plusieurs actions : événements publics de présentation et rencontre, Cafés-carrefour, Focus Innovateurs, Accélérateur des Possibles, dossiers thématiques, éditions « Cultivons l'innovation ».
L'événement public de présentation et de rencontre est un processus organisé au service de l'innovateur qui le met en relation avec de nombreux réseaux d'univers différents et lui permet de parfaire sa communication écrite, orale et audiovisuelle « orientée usage ». Chaque projet candidat participe à un brief collectif de présélection. Après la sélection les projets bénéficient d'un atelier de scénarisation pour finaliser une présentation scénariste et illustrée qui sera présentée au public après une séquence de répétition. La soirée de présentation publique constitue le point focal du processus et rassemble de 100 à 400 personnes venues découvrir à chaque édition huit à dix usages sélectionnés. 
L'activité Carrefour des Possibles est lancée en 2002, et la première présentation publique a lieu le 14 février 2002 dans les locaux de l'ENSCI à Paris. À la demande d'acteurs territoriaux, ils sont développés dans une quinzaine de régions, organisés en réseau (chaque territoire est autonome et anime un comité de repérage régional en relation avec la Fing). 
Plus de 3000 usages candidats sont étudiés et près de 4000 innovateurs sont rencontrés lors de réunions de présélection. Au printemps 2008 est présenté le 500e usage sélectionné. Le 1000e projet est présenté à Aix-en-Provence en janvier 2013. Près de 1400 projets sont sélectionnés et présentés publiquement.
Les régions dans lesquelles ont déjà été organisés des Carrefours : Bretagne, Languedoc-Roussillon, Île-de-France, Limousin, Pays de la Loire, Picardie, Provence-Alpes-Côte d'Azur, Rhône-Alpes, Basse-Normandie, Haute-Normandie, Champagne-Ardenne, Aquitaine, Alsace, Franche-Comté, Lorraine.
Des éditions spéciales sont aussi organisées, dans le cadre du Congrès biennal du Club des Villes & Territoires Cyclables, des Assises Européennes du Journalisme, des Journées de l'Économie 2013, des Rencontres fOSSa. Des éditions Entreprises se développent pour faciliter l'accès des start-up aux grands comptes (Bouygues Telecom, La Poste, Renault, Suez Environnement).
Le réseau des Carrefours des Possibles s'étend aussi à l'international, avec une édition en Afrique subsaharienne ,européenne en partenariat avec le forum Innovact  depuis 2009 et américaine, au Canada, en partenariat avec le CEFRIO.
L'équipe du Carrefour des Possibles est partenaire d'acteurs de l'innovation numérique (Mobile Monday France, RETIS, réseau des Cantines, réseau Start-up Week-end, Musique & Culture Digitale, Cap Digital, France IT, etc.) et participe à ce titre à différents jury de concours (Boost Your Code, Eurocloud France + Europe, Grand Prix de l'Innovation de la Ville de Paris, Innovact Campus Award,  Jeune Chambre Économique Internationale, SFR Jeunes Talents, World Summit Award, etc.).

### RobotCité
La Rencontre RobotCité est un défi amical de robotique amateur organisé par la Fing et par l'association Planète Sciences qui rassemble des équipes d'étudiants venant d’horizons différents travaillant pendant un an sur les robots qui « composeront notre environnement de la ville de demain ». Quelques exemples de robots qui pourraient évoluer et coopérer dans le Quartier RobotCité : robot trieur et ramasseur de déchets, un robot d’assistance pour des personnes handicapées…
La première édition de RobotCité est prévue en novembre 2008[précision nécessaire].

### Réseau Correspondants.org
Le contexte d’innovation d’usages des pays du Sud est une opportunité pour l’ensemble des acteurs des technologies de l'information et de la communication (TIC) dans le monde. La diffusion de l’innovation passe par une dynamique d’échanges d’informations entre les porteurs de projets, les utilisateurs et les décideurs. Fondé en 2004 par Arnaud Klein et Jean-Michel Cornu, l’enjeu du réseau Correspondants.org est d’identifier les personnes qui ont des projets et de les mettre en réseau afin de faciliter les échanges entre eux et de trouver les synergies nécessaires à la diffusion des bonnes idées et des usages autant au Sud qu’au Nord.
« Le repérage des usages innovants des technologies ». Que ce soit l'internet, l'ordinateur, le téléphone mobile mais également la radio, la télévision ou même l'énergie ; les membres du réseau Correspondants.org échangent sur les solutions technologiques et les usages innovants. Les pratiques des uns peuvent parfois être transformées pour s'adapter aux besoins des autres.
« Le projet Civilisations Francophones » a pour objectif le développement d’échanges entre les membres de la francophonie au regard de leur vie, de leur passé, de leur culture et de leur activité au quotidien, en vue de l’amplification de l’usage et de l’efficacité de la langue française sur le net, pour faciliter l’interaction entre les différentes communautés de la francophonie qui apportent leur façon de penser, de sentir et d’agir afin d’aboutir à un métissage culturel en réseau.

### Tic'Actives
Dans le cadre du programme Tic'Actives, l'ANSA lance un appel à expérimentations sur l'impact des technologies informatiques pour améliorer la socialisation des individus. Daniel Kaplan participe à cet appel pour sélectionner cinq projets associatifs favorisant l'intégration socio-professionnelle.

## Autres projets[10]
- MesInfos et le Self Data
- Infolab
- Open Data Impact
- Transitions2
- Tremplin
- La Musette

## Autres expéditions[11]
- Audacities
- Pour un rétro-design de l'attention
- Nos Systèmes
- Digiwork
- ReFaire
- Softplace
- FuturEduc

## Fin de l'association
Le 27 avril 2022, estimant avoir été « particulièrement fragilisée par la période de la pandémie », la Fing annonce sa dissolution ; effective en juin de la même année. Une partie de ses activités, ainsi que deux des six employés, sont repris par l'association OpenDataFrance,